# The Legion of Death
Pour plus de détails, voir Fiche technique et Distribution.
The Legion of Death est un film américain réalisé par Tod Browning, sorti en 1918.

## Synopsis

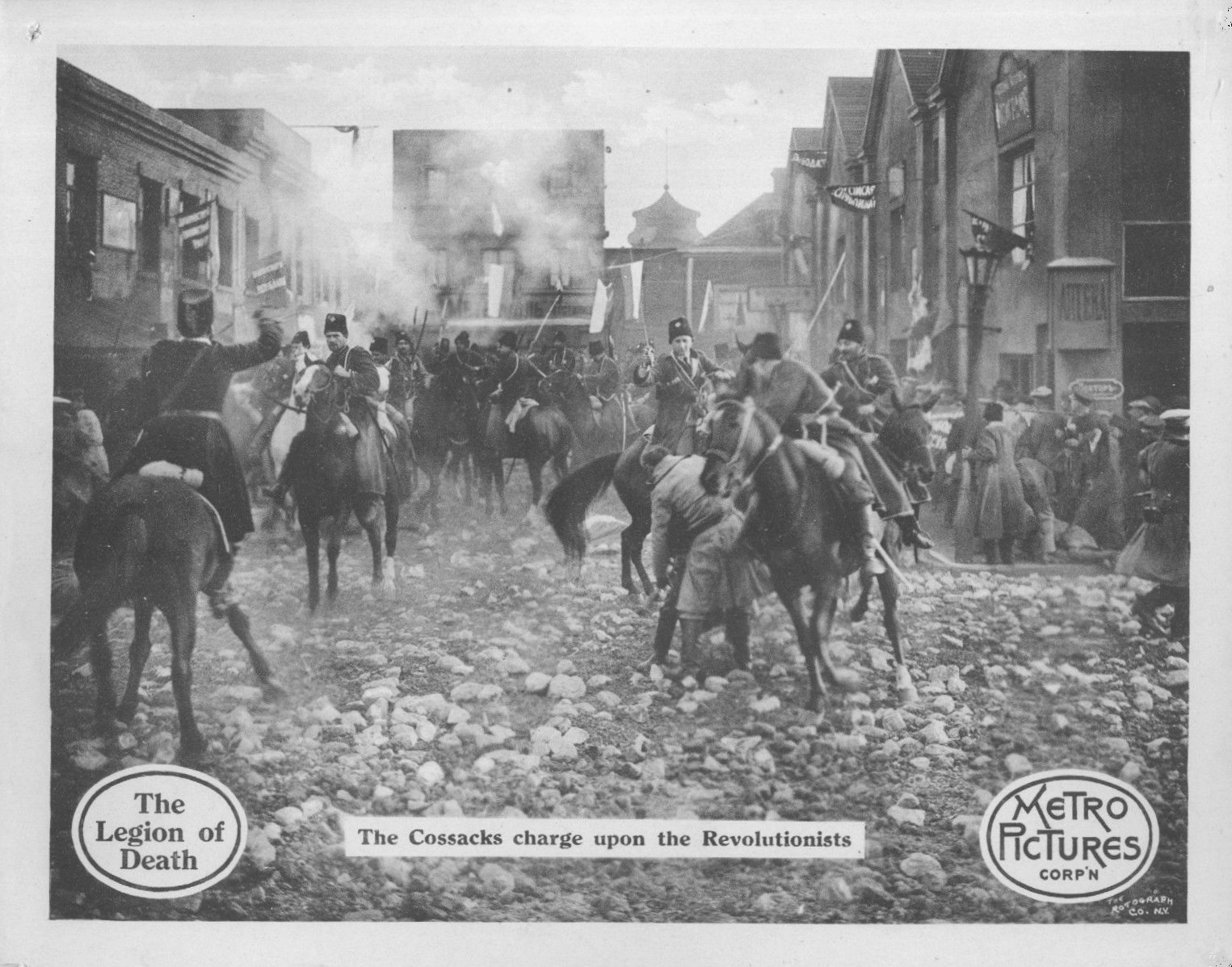
La charge des cosaques.

Déterminée à donner sa vie pour son pays, la princesse Marya mobilise une armée de paysans russes et est postée dans l'une des tranchées de la ligne de front. Les forces allemandes sont sur le point d'envahir sa tranchée lorsque des volontaires américains arrivent et les assaillants sont chassés. Plus tard, l'autocratie ayant été abolie en Russie, Marya consent à devenir l'épouse du capitaine américain Rodney Willard.

## Fiche technique
- Titre : The Legion of Death
- Réalisation : Tod Browning
- Scénario : June Mathis
- Photographie : Harry Leslie Keepers
- Pays de production : États-Unis
- Format : Noir et blanc - 1,33:1 - Film muet
- Genre : drame
- Date de sortie : 1918

## Distribution
- Edith Storey : Princesse Marya
- Philo McCullough : Capitaine Rodney Willard
- Fred Malatesta : Grand Duc Paul